# Fabrizio Aguilar
Fabrizio Mateo Aguilar Boschetti (Lima, 12 de enero de 1973) es un director de cine, productor y actor peruano.

## Biografía
Hijo de la actriz de origen italiano Attilia Boschetti y del director de cine Orlando Aguilar. Estudió en el Colegio Italiano Antonio Raimondi y luego estudió Ciencias de la Comunicación en la Universidad de Lima. Paralelamente estudió actuación en el Club de Teatro de Lima.
En la década de los noventa formó parte del grupo musical Hexágono, y actuó en las telenovelas: Malicia, Obsesión y Girasoles para Lucía. También actuó en la obra Medea, la encantadora, como Jasón.
Su primera película Paloma de papel escrita y dirigida por él, se estrenó en el año 2003 y ganó premios en los festivales de Bogotá y Nueva York. Fue catalogado por El Comercio como «personaje del año en la cultura» en ese año por su «narración ágil, la sólida dirección de actores y el encanto infantil de sus imágenes». En el 2005 produjo y actuó en la película Un día sin sexo.
En septiembre de 2009 estrenó su segundo largometraje: Tarata. Ese mismo año participó como jurado en el reality show El show de los sueños.
En 2010 actuó en la telenovela Los exitosos Gome$ y en la miniserie Operación rescate. El año siguiente participó en la telenovela Ana Cristina y en 2012 en Corazón de fuego.
En octubre de 2012 estrenó su tercera película Lima 13. En teatro actuó en Cenando entre amigos, dirigida por Roberto Ángeles.

## Filmografía

### Cine
| Año  | Título                                  | Tipo                    | Crédito | Rol     |
| ---- | --------------------------------------- | ----------------------- | --- | ------- |
| 1997 | La cuerda floja                         | Cortometraje de ficción | Director. guionista y productor                                                                                                |         |
| 2002 | Muerto de amor                          | Largometraje de ficción | Actor |         |
| 2003 | Paloma de papel                         | Largometraje de ficción | Director, coguionista y coproductor                                                                                            |         |
| 2004 | Doble juego                             | Largometraje de ficción | Actor | Rafo    |
| 2005 | Un día sin sexo                         | Largometraje de ficción | Productor/Actor | Gabriel |
| 2005 | Both                                    | Largometraje de ficción | Actor | Roberto |
| 2009 | Tarata                                  | Largometraje de ficción | Director, coguionista y coproductor (basada en el atentado terrorista en la calle Tarata)                                      |         |
| 2013 | Lima 13                                 | Largometraje de ficción | Director, guionista y productor                                                                                                |         |
| 2015 | Como en el cine                         | Largometraje de ficción | Actor |         |
| 2019 | Norte                                   | Largometraje de ficción | Director y productor |         |
| 2024 | Katrina Kunetzova y el clítoris gigante | Largometraje de ficción | Director |         |
| 2025 | Carmelo Machuca                         | Largometraje de ficción | Director |         |
| 2026 | Los Topos                               | Largometraje de ficción | Director, guionista y productor (basada en "Los Topos: La fuga del MRTA de la prisión de Canto Grande" de Guillermo Thorndike) |         |

### Televisión
- Malicia (1995)
- Los de arriba y los de abajo (1995)
- Obsesión (1996) como Marco Repetto.
- Lluvia de arena (1996)
- Girasoles para Lucía (1999) como Marcelo Calcano.
- Isabella, mujer enamorada (1999) como Alexander Zuchov.
- Milagros (2000—2001) como Renzo Malatesta.
- Muerto de amor (2002) como Alex.
- El desafío del Inca (2005) Presentador.
- El show de los sueños (2009) Jurado.
- Los exitosos Gome$ (2010) como Alberto García/Raúl Moreno.
- Operación rescate (2010) como Coronel Walter Norton.
- Ana Cristina (2011) como Claudio Veramendi.
- Corazón de fuego (2012) como Marcos Roldán.
- Solamente milagros (2013) 1 episodio.
- Goleadores (2014) (Serie)
- El regreso de Lucas (2016) como Octavio Laguna / Oscar Luna.
- Los Vílchez (2019) como Octavio León de la Torre.
- Te volveré a encontrar (2020) como Diego La Torre.

## Premios y nominaciones
| Año  | Premio                       | Categoría               | Trabajo | Resultado |
| ---- | ---------------------------- | ----------------------- | ------- | --------- |
| 2012 | Premios Luces de El Comercio | Mejor película nacional | Lima 13 | Ganador   |